# ただいま (JUJUの曲)
「ただいま」は、JUJUのの21枚目のシングル。2012年6月13日にソニー・ミュージックアソシエイテッドレコーズから発売された。

## 概要
表題曲は、テレビドラマ『もう一度君に、プロポーズ』の主題歌に起用された。

## 収録内容

### CD
1. ただいま (5:02)
作詞：岩城由美/作曲：福田貴史/編曲：亀田誠治
TBS系金曜ドラマ『もう一度君に、プロポーズ』主題歌。
2. 花がめぐるところへ (6:02) 
作詞：松井五郎/作曲：高木洋一郎/編曲：本間昭光
3. ナツノハナ -Touch of Jazz Version- (6:43)
作詞：はしもとみゆき/作曲：谷口尚久/編曲：島健
4. ただいま -Instrumental- (4:59)

### DVD
| #  | タイトル               | 作詞 | 作曲・編曲 |
| -- | ---------------------- | ---- | ---------- |
| 1. | 「さよならの代わりに」 |      |            |
| 2. | 「If」                 |      |            |
| 3. | 「この夜を止めてよ」   |      |            |
| 4. | 「また明日...」        |      |            |
| 5. | 「ANTIQUE」            |      |            |